# Francis Charles Bridgeman
Ne doit pas être confondu avec Francis Bridgeman.
Pour les articles homonymes, voir Bridgeman.
Francis Charles Bridgeman (4 juillet 1846 - 14 septembre 1917) est un officier britannique.

## Biographie
Deuxième fils d'Orlando Bridgeman (3e comte de Bradford), il fait ses études à Harrow School à Londres. Il sert dans les Scots Guards, recevant le grade de colonel et est le commandant de la brigade d'infanterie Staffordshire (en) de 1892 à 1899. Plus tard, il devient brigadier du Central Group, London Regiment Volunteer Training Corps (en).
De 1885 à 1895, Bridgeman est Député pour la ville de Bolton. Il est juge de paix pour le Staffordshire et le Shropshire. En outre, il est nommé chevalier de l'Ordre d'Isabelle la Catholique.
Bridgeman est le dernier commandant de Robert Falcon Scott avant l'expédition où il trouve la mort. Scott est en effet assistant du Second Sea Lord à partir de septembre 1908. C'est la propre femme de Bridgeman qui élève le Pavillon de Saint Georges sur le Terra Nova avant son départ vers l'Antarctique. Scott écrit également une lettre à Bridgeman avant sa mort.
L'un de ses fils est le diplomate Reginald Bridgeman (en).

## Distinctions
- Chevalier de l'ordre d'Isabelle la Catholique